# Келтско село
Келтско село је туристички комплекс који се налази у Инђији. Отворен је 3. јулa 2021. године, са циљем да посетиоцима приближи живот Келта на овим просторима у 3. веку пре нове ере, пре око 2300 година. Комплекс је намењен и за децу и за одрасле.

## О Келтском селу
Келтско село је комплекс који се налази на површини од 1.26 ha земљишта, у оквиру кога се налазе неколико типова келтских кућа које су покривене трском и направљених од дрвета и блата, које представљају аутентична келтска домаћинства и занатске радионице. На овим просторима су живели Скордисци, ратничко келтско племе из 3. века п. н. е., и они су  насељавали област Панонију, око река Дунава, Саве и Драве и било најмоћније племе на Балкану. Познато је да су Келти имали своју прапостојбину у овим крајевима, поготово у Крчедину, где је пронађен њихов новац. Одатле је и потекла идеја да се направи овакав један туристичко-забавни комплекс, јер је на простору општине Инђија пронађено 60 археолошких локалитета из период Келта. У Келтском селу се налази 10 објеката, сувенирница, музеј, амфитеатар, светилиште и неколико радионица.

## Музеј
У оквиру Келтског села, налази се и једна кућа у келтском стилу у којој се налази мини музеј са интересантним експонатима, заснованим на материјалним остацима келтског племена на подручју Срема. У музеју се налази карактеристична келтска одећа као и материјали који су коришћени за њену израду, оруђе које су користили у свакодневном животу, оружје, новчићи, накит и други карактеристични предмети.